# Wereldkampioenschappen ritmische gymnastiek 2011
De wereldkampioenschappen ritmische gymnastiek 2011 werden gehouden van 19 tot en met 25 september 2011 in de Park&Suites Arena in Montpellier, Frankrijk. Het was de eerste kwalificatiewedstrijd voor de Olympische Zomerspelen van 2012 in Londen. De beste zes landen kwalificeerden zich direct, de nummers zeven tot en met twaalf krijgen een tweede kans op de olympische testwedstrijd in januari 2012 in Londen. Individueel plaatsten de beste vijftien gymnastes zich voor de Olympische (maximaal twee per land), op de testwedstrijd zijn nog eens vijf plaatsen te vergeven (maximaal één per land).

## Medailles
| Onderdeel             | Goud            | Goud                                                                    | Zilver          | Zilver                                                                       | Brons           | Brons                                                                   |
| Landenwedstrijd       | Landenwedstrijd | Landenwedstrijd                                                         | Landenwedstrijd | Landenwedstrijd                                                              | Landenwedstrijd | Landenwedstrijd                                                         |
| --------------------- | --------------- | ----------------------------------------------------------------------- | --------------- | ---------------------------------------------------------------------------- | --------------- | ----------------------------------------------------------------------- |
| Meerkamp              | RUS             | Jevgenia Kanajeva Darja Kondakova Darja Dmitrjeva Aleksandra Merkoelova | BLR             | Ljoebov Tsjarkasjyna Melitina Stanioeta Aleksandra Narkevitsj Hanna Rabtsava | UKR             | Alina Maksymenko Ganna Rizatdinova Victoria Mazoer Victoria Sjynkarenko |
| Individueel           |                 |                                                                         |                 |                                                                              |                 |                                                                         |
| Meerkamp              | RUS             | Jevgenia Kanajeva                                                       | RUS             | Darja Kondakova                                                              | AZE             | Aliya Garayeva                                                          |
| Hoepel                | RUS             | Jevgenia Kanajeva                                                       | RUS             | Darja Kondakova                                                              | ISR             | Neta Rivkin                                                             |
| Bal                   | RUS             | Jevgenia Kanajeva                                                       | RUS             | Darja Kondakova                                                              | BLR             | Ljoebov Tsjarkasjyna                                                    |
| Knotsen               | RUS             | Jevgenia Kanajeva                                                       | RUS             | Darja Kondakova                                                              | BUL             | Silviya Miteva                                                          |
| Lint                  | RUS             | Jevgenia Kanajeva                                                       | RUS             | Darja Kondakova                                                              | BUL             | Silviya Miteva                                                          |
| Groepen               |                 |                                                                         |                 |                                                                              |                 |                                                                         |
| Meerkamp              | Italië          | Italië                                                                  | Rusland         | Rusland                                                                      | Bulgarije       | Bulgarije                                                               |
| 5 ballen              | Rusland         | Rusland                                                                 | Italië          | Italië                                                                       | Bulgarije       | Bulgarije                                                               |
| 3 knotsen + 2 hoepels | Bulgarije       | Bulgarije                                                               | Italië          | Italië                                                                       | Israël          | Israël                                                                  |

### Medaillespiegel
| Plaats | Land         | Goud | Zilver | Brons | Totaal |
| 1      | Rusland      | 7    | 6      | 0     | 13     |
| 2      | Italië       | 1    | 2      | 0     | 3      |
| 3      | Bulgarije    | 1    | 0      | 4     | 3      |
| 4      | Wit-Rusland  | 0    | 1      | 1     | 2      |
| 5      | Israël       | 0    | 0      | 2     | 2      |
| 6      | Azerbeidzjan | 0    | 0      | 1     | 1      |
| 6      | Oekraïne     | 0    | 0      | 1     | 1      |
| Totaal | Totaal       | 9    | 9      | 9     | 27     |